# L’Arboç
L’Arboç település Spanyolországban, Tarragona tartományban. L’Arboç Castellet i la Gornal, Banyeres del Penedès, Sant Jaume dels Domenys, Castellví de la Marca és Santa Margarida i els Monjos községekkel határos. Lakosainak száma 5758 fő (2024).

## Népesség
A település népessége az elmúlt években az alábbi módon változott:
| Lakosok száma | 486  | 1774 | 1559 | 1785 | 3713 | 4164 | 5441 | 5515 | 5517 | 5758 |
|               | 1717 | 1887 | 1936 | 1960 | 1986 | 2004 | 2009 | 2014 | 2019 | 2024 |